# 不同調
『不同調』（ふどうちょう）は、大正から昭和初期の文芸雑誌。1925年（大正14年）に中村武羅夫が主催して新潮社より創刊。1929年（昭和4年）に廃刊し、後継誌として『近代生活』が創刊された。

## 経緯
菊池寛が中心となった『文藝春秋』及び『文藝時代』とは違う路線を目指して、『新潮』編集長の中村武羅夫により、1925年7月に創刊。創刊時の同人は中村武羅夫のほか、堀木克三、戸川貞雄、川崎備寛、岡田三郎、尾崎士郎、武川重太郎、野島辰次、間宮茂輔、藤森淳三、今東光、浅原六朗、佐佐木茂索、木蘇穀、森本巌夫の15人だった。今東光は菊池寛を批判したことで『文藝時代』を脱退していて、これと同時に自ら『文党』も創刊していた。また佐佐木茂索は『文藝時代』の同人を続けながら参加していた。創刊号での同人以外の執筆者は、正宗白鳥、武者小路実篤、室生犀星、宇野千代、吉屋信子、中条百合子（宮本百合子）、近松秋江、生田長江、千葉亀雄、藤沢清造、それに菊池寛の親友である芥川龍之介もいた。
創刊号の「創刊の辞」では、戸川貞雄は「一人一党主義が気に入ったからだ」と書き、堀木克三は「一人一党ではあっても、合同し、団結を要する理由が、今の文壇には確かにあると思う」と述べ、暗に反『文藝春秋』『文藝時代』であることを語っており、佐佐木茂索は「この雑誌は誰が何と言っても中村武羅夫の体臭フンプンたるものであろうことを明言しておく方が、より賢明であろうと僕は信じる」と書いた。
『不同調』は「新人生派」文学を標榜し、中村武羅夫は「人生のための芸術」（『新潮』1925年8月号）を書き、戸川貞夫は「新人生派の文学観」（『新潮』1925年9月号）として「自然主義によって探り得たところの人間性の深みと、社会我の覚醒によって認識し得た生活の広さとの、深刻にして複雑な」「人生に、刻面的な関心を有つ態度こそ、文芸家としての最も正しい態度と信ずるところから、『新人生派』の文芸観は胚胎するのである」と主張したが、作品としてみるべきものは生まれなかった。
また『不同調』の生んだ作家に嘉村礒多がいる。当初記者として参加していたが、執筆を依頼した葛西善蔵の口述筆記をしながら師事して自身も小説を書き始め、1927年新年号に「業苦」を発表。その後も「古色蒼然たる私小説」を書いて宇野浩二に高く評価され、『近代生活』や「新興芸術派倶楽部」にも参加した。

## 注
1. ↑  平野謙